# Diaprochaeta illustris
Diaprochaeta illustris är en tvåvingeart som beskrevs av Louis-Paul Mesnil 1970. Diaprochaeta illustris ingår i släktet Diaprochaeta och familjen parasitflugor.
Artens utbredningsområde är Zimbabwe. Inga underarter finns listade i Catalogue of Life.